# Analiza sieciowa

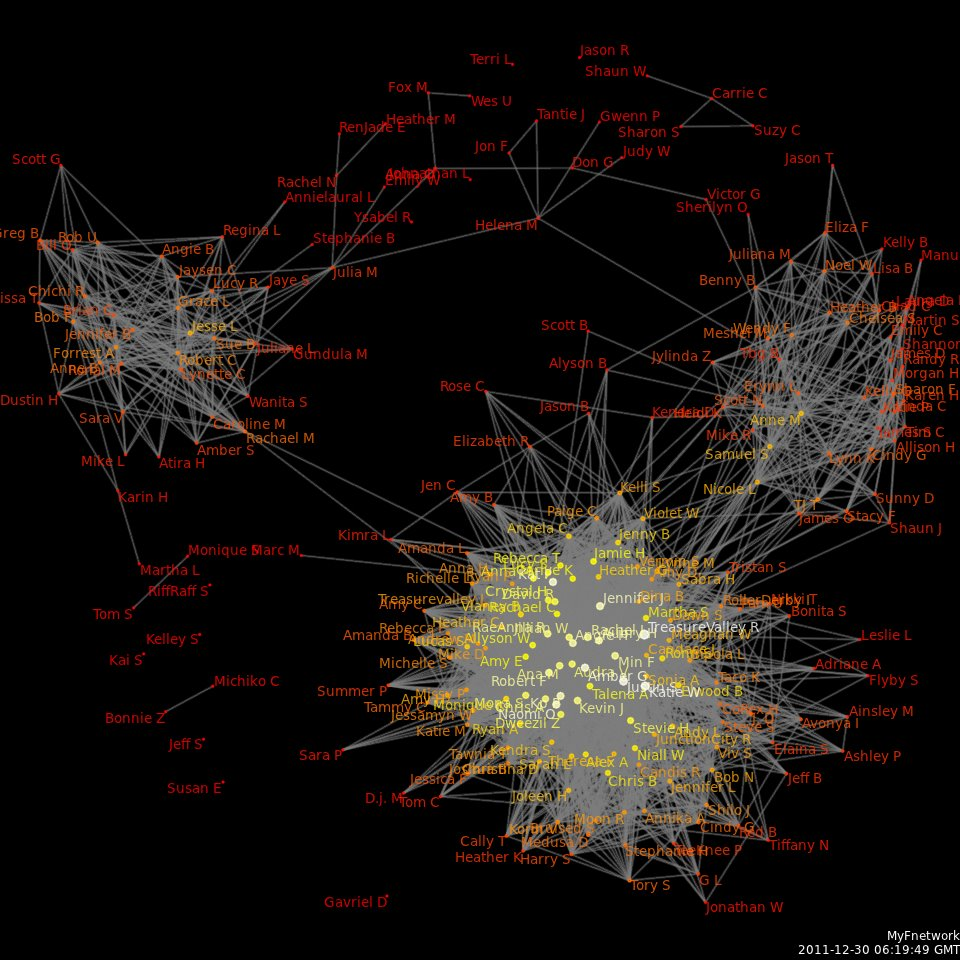
Diagram sieci znajomych użytkowników Facebooka

Analiza sieciowa lub analiza sieci społecznych (ang. social network analysis, SNA) – badania sieci społecznej i stosunków społecznych, wykorzystujące teorię sieci i koncentrujące się na analizie stosunków pomiędzy elementami sieci (jednostkami, organizacjami itp.). W analizie sieciowej nacisk kładzie się na relacje i ich wzorce, z których wynikają szanse i ograniczenia dla węzłów sieci.
Formalizacja idei dotyczących sieci społecznych w naukach społecznych wykorzystywała teorię grafów, teorię prawdopodobieństwa oraz działy algebry.
Podstawowymi pojęciami w analizie sieciowej są: punkty i węzły dla określenia elementów sieci (aktorów, osób, pozycji) oraz ogniwa, powiązania i połączenia traktowane jako zasoby (symbole, rzeczy, uczucia) i ich przepływy. Analizowane właściwości sieci to: liczba powiązań, ukierunkowanie, odwzajemnienie powiązań, przechodniość powiązań, centralność, gęstość powiązań, siła powiązań, pomosty, pośredniczenie i równoważność.
Wykorzystanie analizy sieciowej w organizacji (badania intraorganizacyjne) nazywane jest analizą sieci organizacyjnej